# Вија Ларга (Перуђа)
Вија Ларга је насеље у Италији у округу Перуђа, региону Умбрија.
Према процени из 2011. у насељу је живело 45 становника. Насеље се налази на надморској висини од 240 м.